# CEV Champions League (vrouwen) 2018-19
De CEV Champions League (vrouwen) 2018-19 is de 59ste editie van de Champions League vrouwen. De titelhouder was het Turkse VakifBank Istanbul.

## Kwalificaties

### 1e ronde
- 2 teams doen mee in deze ronde.
- Winnaar naar 2e ronde.

| Team 1           | Tot. | Team 2           | 1e wedstr. | 2e wedstr. |
| ---------------- | ---- | ---------------- | ---------- | ---------- |
| UVC Holding Graz | 0-6  | Sliedrecht Sport | 0-3        | 0-3        |

### 2e ronde
- 8 teams doen mee in deze ronde.
- Winnaars naar 3e ronde.

| Team 1                    | Tot. | Team 2                | 1e wedstr. | 2e wedstr. |
| ------------------------- | ---- | --------------------- | ---------- | ---------- |
| UP Olomouc                | 2-6  | CSM Volei Alba Blaj   | 2-3        | 0-3        |
| Sliedrecht Sport          | 0-6  | Allianz MTV Stuttgart | 0-3        | 0-3        |
| ŽOK Bimal-Jedinstvo Brčko | 1-6  | ASPTT Mulhouse        | 1-3        | 0-3        |
| Békéscsabai RSE           | 1-6  | Budowlani Łódź        | 1-3        | 0-3        |

### 3e ronde
- 4 teams doen mee in deze ronde.
- Winnaars naar de groepsfase, verliezers naar laatste 16 CEV Women's Cup 2018-19.

| Team 1              | Tot. | Team 2                | 1e wedstr. | 2e wedstr. |
| ------------------- | ---- | --------------------- | ---------- | ---------- |
| CSM Volei Alba Blaj | 3–4  | Allianz MTV Stuttgart | 3–1        | 0-3        |
| Budowlani Łódź      | 6–3  | ASPTT Mulhouse        | 3–1        | 2-3        |

## Groepsfase
De loting voor de groepsfase vond plaats op 20 november 2018. 
| Geplaatst voor de Laatste 12 |
| Gastland tijdens de final 4  |

### Groep A
|      |      |    | Wedstrijden | Wedstrijden | Sets | Sets | Sets |
| Rank | Team | Pt | W           | L           | W    | L    |      |
| ---- | ---- | -- | ----------- | ----------- | ---- | ---- | ---- |
| 1    | A1   | 0  | 0           | 0           | 0    | 0    |      |
| 2    | A2   | 0  | 0           | 0           | 0    | 0    |      |
| 3    | A3   | 0  | 0           | 0           | 0    | 0    |      |
| 4    | A4   | 0  | 0           | 0           | 0    | 0    |      |

### Groep B
|      |      |    | Wedstrijden | Wedstrijden | Sets | Sets | Sets |
| Rank | Team | Pt | W           | L           | W    | L    |      |
| ---- | ---- | -- | ----------- | ----------- | ---- | ---- | ---- |
| 1    | B1   | 0  | 0           | 0           | 0    | 0    |      |
| 2    | B2   | 0  | 0           | 0           | 0    | 0    |      |
| 3    | B3   | 0  | 0           | 0           | 0    | 0    |      |
| 4    | B4   | 0  | 0           | 0           | 0    | 0    |      |

### Groep C
|      |      |    | Wedstrijden | Wedstrijden | Sets | Sets | Sets |
| Rank | Team | Pt | W           | L           | W    | L    |      |
| ---- | ---- | -- | ----------- | ----------- | ---- | ---- | ---- |
| 1    | C1   | 0  | 0           | 0           | 0    | 0    |      |
| 2    | C2   | 0  | 0           | 0           | 0    | 0    |      |
| 3    | C3   | 0  | 0           | 0           | 0    | 0    |      |
| 4    | C4   | 0  | 0           | 0           | 0    | 0    |      |

### Groep D
|      |      |    | Wedstrijden | Wedstrijden | Sets | Sets | Sets |
| Rank | Team | Pt | W           | L           | W    | L    |      |
| ---- | ---- | -- | ----------- | ----------- | ---- | ---- | ---- |
| 1    | D1   | 0  | 0           | 0           | 0    | 0    |      |
| 2    | D2   | 0  | 0           | 0           | 0    | 0    |      |
| 3    | D3   | 0  | 0           | 0           | 0    | 0    |      |
| 4    | D4   | 0  | 0           | 0           | 0    | 0    |      |

## Play-offs

### Kwartfinales
| Team 1                    | Tot. | Team 2                    | 1e wedstr. | 2e wedstr. | Golden Set |
| ------------------------- | ---- | ------------------------- | ---------- | ---------- | ---------- |
| Allianz MTV Stuttgart     | 1–5  | Igor Gorgonzola Novara    | 1–3        | 2–3        |            |
| Dinamo Moscow             | 2–4  | Vakıfbank Istanbul        | 3–2        | 0–3        |            |
| Savino Del Bene Scandicci | 1–5  | Fenerbahçe SK Istanbul    | 1–3        | 2–3        |            |
| Imoco Volley Conegliano   | 3–3  | Eczacıbaşı VitrA Istanbul | 0–3        | 3–1        | 15–10      |

### Halve finale
| Team 1                  | Tot. | Team 2                 | 1e wedstr. | 2e wedstr. |       |
| ----------------------- | ---- | ---------------------- | ---------- | ---------- | ----- |
| Vakıfbank Istanbul      | 3–3  | Igor Gorgonzola Novara | 0–3        | 3–1        | 14–16 |
| Imoco Volley Conegliano | 6–0  | Fenerbahçe SK Istanbul | 3–0        | 3–0        |       |

### Finale
| Team 1                 | Res. | Team 2                  |
| ---------------------- | ---- | ----------------------- |
| Igor Gorgonzola Novara | 3-1  | Imoco Volley Conegliano |